# Долно Ново село (Софийска област)
 За другото българско село вижте Долно Ново село (Област Стара Загора).  
Долно Ново село е село в Западна България. То се намира в Община Драгоман, Софийска област.

## География
Село Долно Ново село се намира в планински район.

## История
До 1956 г. селото се е наричало Новосел чифлик. Същата година е преименувано на Долно Ново село. 

## Културни и природни забележителности
Прекрасно параклисче в девствена местност на 200 м от Габерска река – границата със Сърбия

## Редовни събития
В съботния ден преди Илинден – курбан на параклиса